# Quint Pedi (cònsol)
Quint Pedi (en llatí Quintus Pedius) va ser besnebot de Juli Cèsar (net de Júlia Major, la germana de Cèsar) segons Suetoni, o potser de Júlia Menor, ja que es diu que la seva mare era Àcia Prima, la major de les tres filles de Marc Aci Balb i Júlia Menor, germana de Cèsar. Les seves germanes eren Àcia Cesònia (mare d'Octavi) i Àcia Tèrcia. Investigacions modernes sospiten que podria ser el fill de Júlia Major, ja que va exercir alts càrrecs en vida de Cèsar.
Se'l menciona durant la Guerra de les Gàl·lies l'any 57 aC com a legat del seu besoncle (o oncle) a la Gàl·lia, comandant amb Luci Aurunculeu Cotta la cavalleria de Juli Cèsar a la batalla de l'Axona, en la que va vèncer als belgues. L'any 55 aC va ser candidat a edil curul junt amb Gneu Planci i altres, però no va sortir elegit. El 49 aC, en esclatar la segona guerra civil romana, es va unir a Cèsar.
Va quedar-se a Itàlia l'any 48 aC mentre Cèsar era a Grècia, exercint com a pretor, i va derrotar a Miló a la vora de Turis. El 45 aC servia com a legat de Cèsar contra els pompeians a Hispània i va participar en la campanya de Munda (Bètica) contra els fills de Pompeu. Va tornar a Roma amb Cèsar la tardor d'aquell any i va rebre els honors del triomf amb títol de procònsol.
Al testament de Cèsar (44 aC) era un dels seus hereus junt amb dos besnebots més, Gai Octavi (August) i Luci Pinari. Octavi va obtenir tres quarts del total de les possessions i cabals de Cèsar i l'altre quart se l'havien de repartir Pinari i Pedi. Pedi va cedir la seva herència a Octavi. Morts els cònsols Aule Hirti i Gai Vibi Pansa a Mutina l'abril del 43 aC, Octavi va ser elegit cònsol juntament amb Pedi. Va proposar llavors la Lex Pedia, que castigava a tots els assassins de Cèsar amb aquae et ignis interdictio. Pedi va ser deixat encarregat de la ciutat mentre Octavi va anar al nord d'Itàlia. Quan August es va unir a Lèpid i Marc Antoni, Pedi va proposar anul·lar la sentència de proscripció que s'havia llençar contra ells i el senat va haver de consentir, i no gaire després es va formar el triumvirat a Bonònia.
Van arribar a Roma notícies de llistes de proscrits que van estar a punt de causar una revolta a la ciutat, ja que no se sabia qui hi havia a aquestes llistes. Pedi ho va poder evitar, i l'endemà al matí va declarar (sense saber res) que només 70 persones eren en aquesta llista i va donar garanties per als altres. La tensió viscuda li va causar un atac de cor del qual va morir a la nit (novembre del 43 aC).